# Carbonatto

## Variações e equivalência com Carbonatto
Os sobrenomes Carbonato e Carbonatto são considerados variantes ortográficas de um mesmo tronco familiar, com raízes na tradição italiana. A modificação da grafia entre essas formas ocorreu, em muitos casos, de maneira natural ao longo do tempo, especialmente em contextos de migração e adaptação linguística.
Durante os fluxos migratórios do final do século XIX e início do século XX, muitas famílias italianas que se estabeleceram no Brasil, Argentina e outros países da América do Sul tiveram seus sobrenomes alterados em registros civis e eclesiásticos. Essas variações muitas vezes refletiam a forma como o nome era ouvido e registrado por funcionários públicos locais, que nem sempre estavam familiarizados com a grafia original italiana.
Fontes de genealogia como FamilySearch, Gens.info e Cognomix.it reconhecem ambas as formas como sobrenomes italianos legítimos, embora com distribuições regionais distintas e baixa frequência em registros modernos. Registros civis e eclesiásticos do Brasil mostram que, em certas famílias, o sobrenome foi registrado de forma alternada como Carbonato e Carbonatto em diferentes documentos da mesma linhagem familiar.
Essa variação é comum na história dos sobrenomes italianos e não descaracteriza sua origem comum, sendo reconhecida por estudiosos de genealogia como uma evolução gráfica natural de nomes ao longo do tempo e da geografia.

## Etimologia
O sobrenome Carbonatto deriva do italiano carbone (carvão), e possivelmente fazia referência a ocupações ligadas à produção ou transporte de carvão, ou ainda à cor escura dos cabelos ou da pele de um ancestral.

## Distribuição geográfica
Embora raro, o sobrenome Carbonatto possui registros históricos na região do Vêneto, norte da Itália. Com os fluxos migratórios dos séculos XIX e XX, famílias portadoras desse nome se estabeleceram em países como o Brasil e a Argentina, onde ocorreram variações ortográficas.

## Variações e grafias
Durante os processos de imigração, era comum que sobrenomes italianos sofressem alterações quando registrados em países estrangeiros. Funcionários públicos, pouco familiarizados com a língua italiana, muitas vezes registravam os nomes conforme os ouviam. Isso resultou em grafias como Carbonato e Carbonatto sendo usadas alternadamente até mesmo em documentos de uma mesma família.

## Registros no Brasil
Registros genealógicos e civis brasileiros indicam a presença do sobrenome Carbonatto em estados como São Paulo, Paraná e Rio Grande do Sul. Em diversos documentos, nota-se a alternância entre Carbonato e Carbonatto dentro de uma mesma linhagem, o que evidencia sua origem comum.